# Kaniška II.
Kaniška II. (kušánsky ΒΑΖΟΔΗΟ; čínsky 波調) byl král Kušánské říše, tedy územního celku, který se nacházel ve starověké Indii na území Indického subkontinentu a části centrální Asie. Na trůn nastoupil po králi Vásudévovi I. Jeho doba vlády pravděpodobně trvala mezi roky 220 a 222. Ještě během doby vlády Kanišky druhého nebo těsně po jejím konci ztratila Kušánská říše nad svým územím politickou moc.
Své jméno Kaniška získal po svém předchůdci Kaniškovi, prvním z „velkých kušánských králů“. Podobně jako u předchůdců Kanišky II. i z jeho doby se dochovala spousta mincí, které Kanišku II. zobrazují.